# Сосновское (Омская область)
Сосно́вское — село в Таврическом районе Омской области. Административный центр Сосновского сельского поселения.
Основано в 1929 году.
Население — 3554 чел. (2021).

## Физико-географическая характеристика
Сосновское находится в пределах лесостепной зоны Ишимской равнины, являющейся частью Западно-Сибирской равнины. Высота центра — 110 метров над уровнем моря. Гидрографическая сеть не развита: реки и озёра отсутствуют. Почвы лугово-чернозёмные солонцеватые и солончаковые.
Сосновское расположено в 50 км (по автомобильным дорогам) к югу от областного центра города Омск и 32 км к западу от районного центра посёлка Таврическое. Близ села проходит автодорога Р393 (Омск — Одесское — граница с Казахстаном (на Кокчетав))
Климат
Климат резко континентальный, со значительными перепадами температур в течение года (согласно классификации климатов Кёппена — влажный континентальный климат (Dfb) с тёплым летом и холодной и продолжительной зимой). Многолетняя норма осадков — 381 мм. Наибольшее количество осадков выпадает в июле — 61 мм, наименьшее в марте — 13 мм. Среднегодовая температура положительная и составляет +1,4 С, средняя температура января −17.3 С, июля +19.7 С.
Часовой пояс
Сосновское, как и вся Омская область, находится в часовой зоне МСК+3. Смещение применяемого времени относительно UTC составляет +6:00.

## История
Своим появлением на карте Омской области населённый пункт обязан решению ЦК ВКП(б) «Об организации новых зерновых совхозов» в июле 1928 года. Во исполнение решения июльского Пленума ЦК КПСС в Омской области было создано 32 совхоза, в их число вошёл и зерносовхоз «Сосновский». Строительство нового совхоза началось в марте 1929 года. Весной 1929 года был произведён первый посев. В 1931 году образован Сосновский сельский Совет рабочих, крестьянских и красноармейских депутатов, были построены начальная школа, участковая больница.
В 1960 году совхоз «Сосновский» получает статус опытно-показательного хозяйства (ОПХ) и становится базой СибМИС — местом испытания новой сельхозтехники

## Население
| 2002 | 2010  | 2021  |
| ---- | ----- | ----- |
| 3380 | ↗3443 | ↗3554 |